# والتر براون (راكب الكنو)
والتر براون (بالإنجليزية: Walter Brown)‏ هو راكب الكنو أسترالي، ولد في 31 مايو 1925، وتوفي في 15 أبريل 2011 في نيوساوث ويلز في أستراليا.

## وصلات خارجية
- والتر براون على موقع أوليمبيديا (الإنجليزية)